# 小行星20840
小行星20840（20840 Borishanin）是一颗绕太阳运转的小行星，为主小行星带小行星。该小行星于2000年10月25日发现。

## 轨道参数
小行星20840的轨道半长轴为2.5778111 UA，离心率为0.173。